# Monasterevin
Monasterevin (Mainistir Éimhín en irlandés) es una localidad situada en el condado de Kildare de la provincia de Leinster (República de Irlanda), con una población en 2022 de 5307 habitantes. 
| Gráfica de evolución demográfica de Monasterevin entre 1821 y 2022 |
|                                                                    |

Se encuentra ubicada al este del país, a poca distancia al oeste de Dublín, a la orilla del río Barrow y la Barrowline, una rama del Gran Canal de Irlanda.